# 14 Pułk Piechoty (Imperium Rosyjskie)

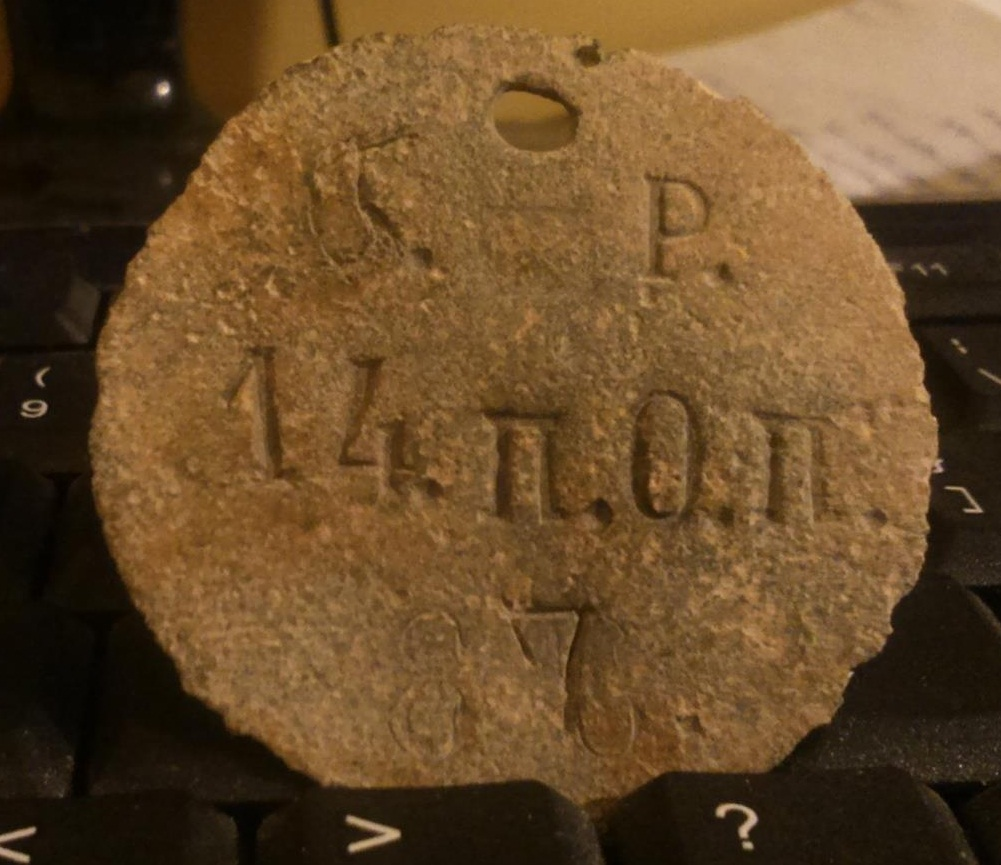

14 Ołoniecki Pułk Piechoty Jego Wysokości Piotra Króla Serbskiego (ros. 14-й пехотный Олонецкий Его Величества Петра Короля Сербского полк) – pułk piechoty okresu Imperium Rosyjskiego.

## Charakterystyka
Sformowany 20 sierpnia 1798 za panowania cara Pawła I Romanowa, rozformowany w 1918. Stacjonował między innymi w m. Łomża.  Nosił nazwy: Ołonecki pp (1811–1860).
Pułk wziął udział w działaniach zbrojnych epoki napoleońskiej, a także w działaniach zbrojnych okresu I wojny światowej. W czasie bitwy o Warszawę w roku 1831r. pułk brał u dział w ataku na Redutę Ordona. W czasie powstania styczniowego sztab pułku stacjonował we Włocławku. Nosił on wówczas imię księcia Karola Bawarskiego. Por.: Akta naczelnika powiatu włocławskiego z 1863–1864.

 W przededniu I wojny światowej pułk etatowo posiadał cztery bataliony po cztery kompanie oraz kompanię tyłową. Kompania piechoty czasu wojny liczyła około 240 żołnierzy i 4–5 oficerów. Na szczeblu pułku występował także pododdział karabinów maszynowych (8 km), łączności (w tym 14 konnych gońców i 21 telefonistów) i zwiadowczy (64 zwiadowców, w tym 4 kolarzy). W sumie pułk liczył około 4000 żołnierzy.

## Podporządkowanie
Lipiec 1914:
- 6 Korpus Armijny (6 АК, 6 армейский корпус), Łomża
  - 4 Dywizja Piechoty (4-й пехотной дивизии), Łomża
    - 1 Brygada Piechoty, Łomża
      - 14 Ołoniecki pułk piechoty